# Leea Virtanen
Lea (Leea) Marketta Virtanen, född Tarvinen 10 april 1935 i Lappvesi, död 18 juli 2002 i Joensuu, var en finsk etnolog och folklorist.

## Utmärkelser
- Riddartecknet av I klass av Finlands Vita Ros’ orden,  16 februari 1990[2]

[Redigera Wikidata]

## Publikationer
- Suomalais-virolainen arvoitussarja (SKS, 1966)
- Kalevalainen laulutapa Karjalassa (SKS, 1968)
- Antti pantti pakana – koululaisten nykyperinne (WSOY, 1970)
- Tytöt, pojat ja tykkääminen (1972)
- Kun kello pysähtyi (1974)
- Telepaattiset kokemukset (1977)
- Children's lore (1978)
- Onni yksillä (1984)
- Varastettu isoäiti – kaupungin kansantarinoita (1987)
- Nykymagian käsikirja (1988)
- Suomalainen kansanperinne (SKS, 1988)
- Arjen uskomukset – punatukkaiset ovat intohimoisia (WSOY, 1994)
- Apua! Maksa ryömii – nykyajan tarinoita ja huhuja (Tammi, 1996)
- Ellun kana ja Turusen pyssy – kyllä kansa tietää (WSOY, 1999)